# Aritmos
Aritmos var ett investmentbolag i Helsingborg inom livsmedel och senare sport och fritid. Pellerins margarinfabrik slogs samman med Margarinaktiebolaget Zenith i Malmö 1965 och det nya bolaget blev ett holdingbolag med namnet AB Aritmos. 
Bolaget bytte inriktning till sport- och fritidsbranschen. 1991 såldes det sista intresset i livsmedelsbranschen, aktieinnehavet i Margarinbolaget. Under 1980-talet köptes Tretorn, Monark Crescent och Stiga. Bolaget blev även majoritetsägare i Puma. Tretorn såldes 1981 till Aritmos och blev efter dess upplösning helägt av Proventus AB.
Med Proventus som ägare av Aritmos ändrades strukturen 1994 genom bildandet av tre verksamhetsgrenar: Monark Stiga, Abu Garcia och Aritmos. Aritmos hade hand om märkena Tretorn, Puma och Etonic.